# Esh (Royaume-Uni)
Pour les articles homonymes, voir Esh.
Esh est une ville et une paroisse civile située dans le comté de Durham. En 2011, sa population était de 4 984 habitants.

## Source de la traduction
- (en) Cet article est partiellement ou en totalité issu de l’article de Wikipédia en anglais intitulé « Esh, County Durham » (voir la liste des auteurs).